# Dama d'Auxerre
La Dama d'Auxerre és una kore de pedra calcària i de 0,75m d'alçada esculpida cap al 640 aC, a l'època arcaica de l'antiga Grècia i quan estava sortint de l'anomenada edat fosca grega. Pertany a l'escola de Creta i, segons algunes hipòtesis, representa a Persèfone. Es considera un dels millors exemples d'escultura d'estil dedàlic.
L'any 1907, Maxime Collignon, un treballador del museu del Louvre va trobar l'estàtua en un petit museu de la ciutat francesa d'Auxerre i el 1909 va ser traslladada al Louvre de París. Hom pensa que l'estàtua deu provenir d'Eleuterna, a la necròpoli anomenada Orthi Petra de la qual s'han trobat fragments anàlogs.

## Descripció

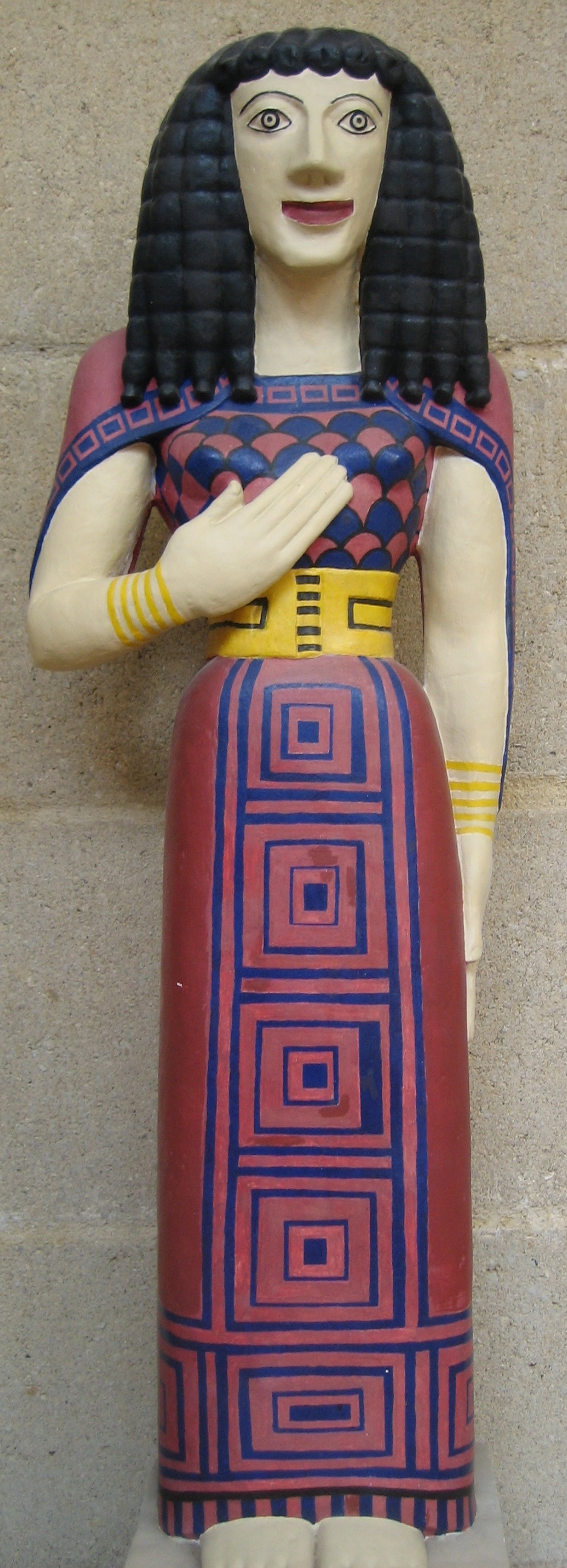
Còpia de l'escultura original, a la qual s'han reconstruït els trossos que falten i s'hi ha afegit una possible policromia.

L'estàtua representa una dona, potser una deessa, dreta i dempeus, amb els peus junts i paral·lels. Suaument posada sobre el pit, potser com una salutació, mentre que l'altre braç queda al llarg del cos. Les mans no estan tancades en punys sinó obertes, i són desproporcionadament grans. La seva cintura estreta i marcada com les deesses del minoenes i micèniques, i està vestida a la moda cretense, amb una túnica decorada amb plumes o petxines al bust, un cinturó ample i una mena de xal que li cobreix les espatlles, que podria ser un coll o solapa de la túnica.
El crani és pla i la cara té forma triangular, amb un lleuger somriure. El cabell és abundant i està pentinat en tirabuixons amples i molt marcats, a la moda de l'època. Porta serrell i ratlla al mig, i la forma general del pentinat, que fa un crani arrodonit al damunt i cau en dues metxes amples i rectes a banda i banda de la cara, recorda l'estil egipci.
La part esquerra de la cara està arrancada i perduda i l'espatlla esquerra, a la unió del braç, té una gran escletxa al darrere; mentre que una part del cinturó, l'avantbraç esquerre i el braç dret s'han pogut tornar a enganxar. Originalment estava policromada, però actualment només queden unes traces vermelles al bust. La decoració de la túnica, el xal i les polseres estaven pintades amb dibuixos, se'n desconeixen els colors, però les siluetes incisades encara són visibles. Segurament l'estàtua portava un cinturó metàl·lic.
La Dama d'Auxerre presenta les característiques típiques de la plàstica dedàdica de l'antiga Grècia: posició frontal, planesa del cos, que té proporcions fortament ressaltades i cara angulosa en forma de U emmarcada en una espessa cabellera repartida en metxes formades per petits quadrats alineats.

## Comparació de l'Hera de Samos amb la Dama d'Auxerre
A més de la Dama d'Auxerre, una altra kore molt coneguda és l'Hera de Samos, construïda un segle més tard.

### Semblances
Les dues estàtues són kore de l'època arcaica de l'antiga Grècia. Ambdues tenen la mateixa postura i els detalls de la roba que porten molt treballats.

### Diferències
L'Hera pertany a l'escola del Peloponès (segle VI aC) mentre que la Dama pertany a la de Creta (segle VII aC). L'Hera és molt més gran, quant a la mida, i molt més estilitzada. La Dama conserva el cap. L'Hera té molt poc marcada l'anatomia humana, al contrari que la dama, on especialment els pits i la cintura estan molt marcats. La Dama té la cara triangular, amb el somriure fals i posat anomenat "arcaic" i el cabell solt, amb bucles, com era la moda grega a l'època, i que cau per devant de les espatlles. De l'Hera no podem saber com era la cara, però sí que no queden restes de bucles ni de cabell caient per les espatlles, el que fa pensar que devia tenir el cabell almenys semirecollit.
Algunes diferències venen donades per l'estil general de les diferents escoles a les quals pertanyen. Així, l'Hera, com les escultures de l'escola del Peloponès, té una actitud més naturalista i una mica menys hieràtica, els detalls de la roba són més subtils i estudiats, les superfícies són menys llises, les mans ja no són tan exageradament grans, etc. Per exemple, observem que els plecs del mant són diagonals.